# Lauren Louive
Lauren Nora Louive (ur. 20 sierpnia 1990) – amerykańska zapaśniczka. Srebrna medalistka mistrzostw panamerykańskich w 2012 i brązowa w 2020 roku. Zawodniczka Massillon Washington High School i University of the Cumberlands.